# Boubacar Diallo (athlétisme, 1954)
Pour les articles homonymes, voir Boubacar Diallo et Diallo.
Boubacar Diallo (né le 22 novembre 1954) est un athlète sénégalais, spécialiste du sprint.

## Biographie
Il remporte le titre du 200 m et la médaille de bronze du 100 m lors des championnats d'Afrique 1982, au Caire. Il participe à deux Jeux olympiques consécutifs, en 1980 et 1984 et obtient son meilleur résultat lors des Jeux de Moscou en atteignant les quarts de finale du 200 m.
Ses records personnels sont de 10 s 0 sur 100 m (1982) et 20 s 72 sur 200 m (1983).

### Palmarès
| Date | Compétition            | Lieu     | Résultat | Épreuve   | Performance  |
| ---- | ---------------------- | -------- | -------- | --------- | ------------ |
| 1979 | Championnats d'Afrique | Le Caire | 2e       | 4 × 100 m | 41 s 60      |
| 1982 | Championnats d'Afrique | Le Caire | 3e       | 100 m     | 10 s 50      |
| 1982 | Championnats d'Afrique | Le Caire | 1er      | 200 m     | 20 s 97      |
| 1982 | Championnats d'Afrique | Le Caire | 2e       | 4 × 100 m | 40 s 6       |
| 1982 | Championnats d'Afrique | Le Caire | 2e       | 4 × 400 m | 3 min 5 s 75 |
| 1984 | Championnats d'Afrique | Rabat    | 1er      | 4 × 400 m | 3 min 4 s 76 |

### Records
| Épreuve | Performance | Lieu | Date |
| ------- | ----------- | ---- | ---- |
| 100 m   | 10 s 0      |      | 1982 |
| 200 m   | 20 s 72     |      | 1983 |